# Wonderbra
El Wonderbra (sujetador maravilloso en español) es un tipo de sujetador realzado con aro que ganó prominencia mundial en la década de 1990. Aunque el nombre Wonderbra fue registrado en los Estados Unidos en 1955, la marca fue desarrollada en Canadá. Moses (Moe) Nadler, fundador y dueño mayoritario de la compañía canadiense Lady Corset Company, consiguió la licencia para la marca en el mercado canadiense en 1939. Para la década de 1960 la marca Canadian Lady llegó a ser conocida como "la compañía Wonderbra". En 1961 la compañía introdujo el modelo inmersión realzador 1300. Este brassiere se convirtió en uno de los estilos canadienses mejor vendidos y es virtualmente idéntico al Wonderbra actual.

## Antecedentes

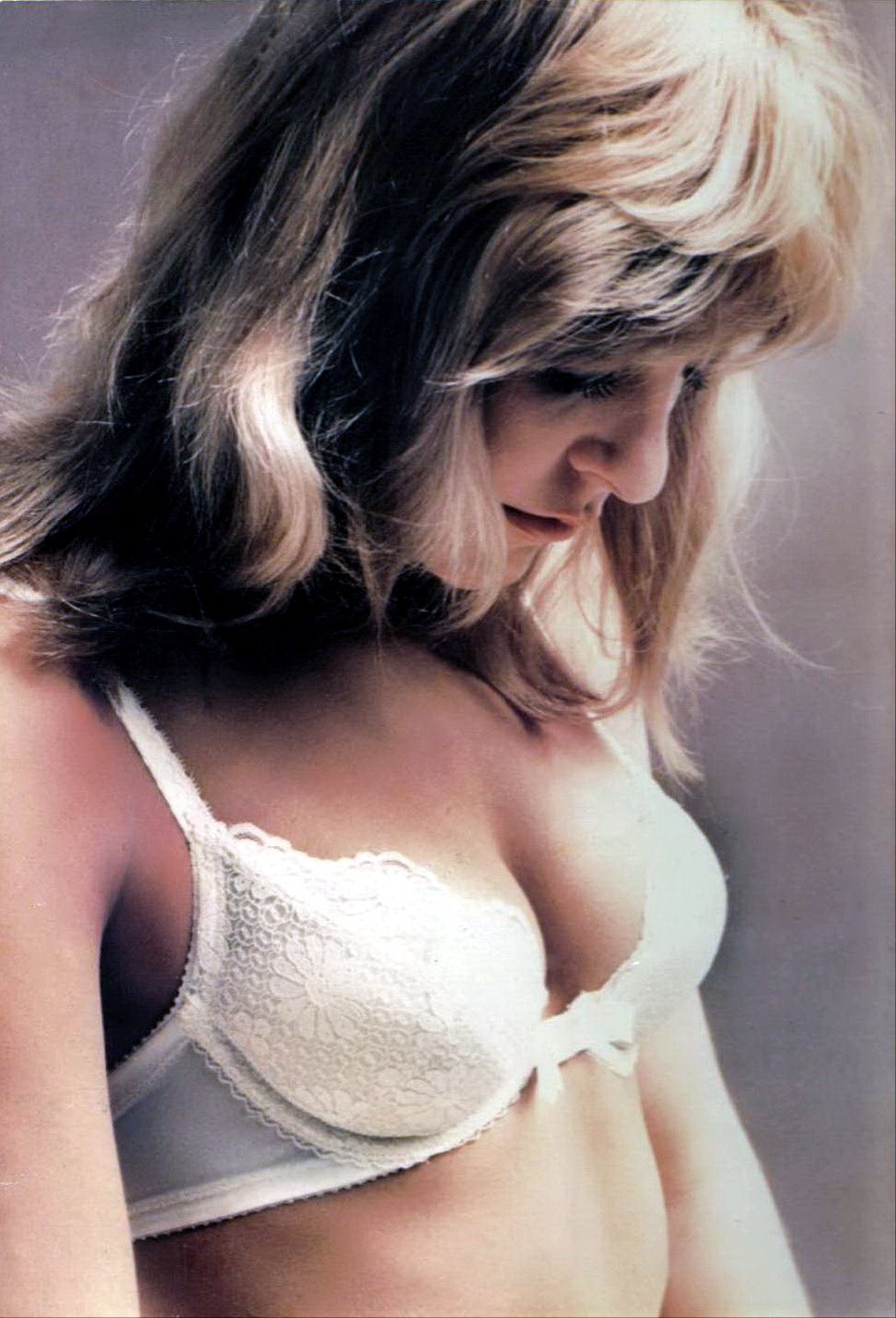
Un Wonderbra canadiense del año 1975.

En 1968 la Canadian Lady cambió su nombre para Canadian Lady-Canadelle Incorporated, y fue vendida a la Consolidated Foods (ahora conocida como Sara Lee Corporation), convirtiéndose posteriormente en la Canadelle Inc. Durante la década de 1970 el Wonderbra fue reposicionado como la marca más sexy y en la moda de la compañía, y se convirtió en el líder en el mercado canadiense.
En 1991 el Wonderbra realzador se convirtió en la sensación en el Reino Unido, aunque se habían vendido ahí desde 1964 bajo la licencia de la división Gossard de Courtald Textiles. Sara Lee Corporation no renovó la licencia de Gossard y rediseñó el estilo realzador para la reintroducción del Wonderbra al mercado de los Estados Unidos en 1994.
Desde 1994, el Wonderbra se ha expandido de un sencillo diseño realzador a una marca de moda con una amplia variedad de sensual lencería en gran parte del mundo. En la mayoría de los países, la marca enfatiza el sex-appeal. Sin embargo, en su nativa Canadá, la marca ahora enfatiza las cualidades funcionales de sus productos - un alejamiento de la estrategia que hizo de Wonderbra uno de los mejores vendidos en la década de 1970.

## Diseño original del Wonderbra

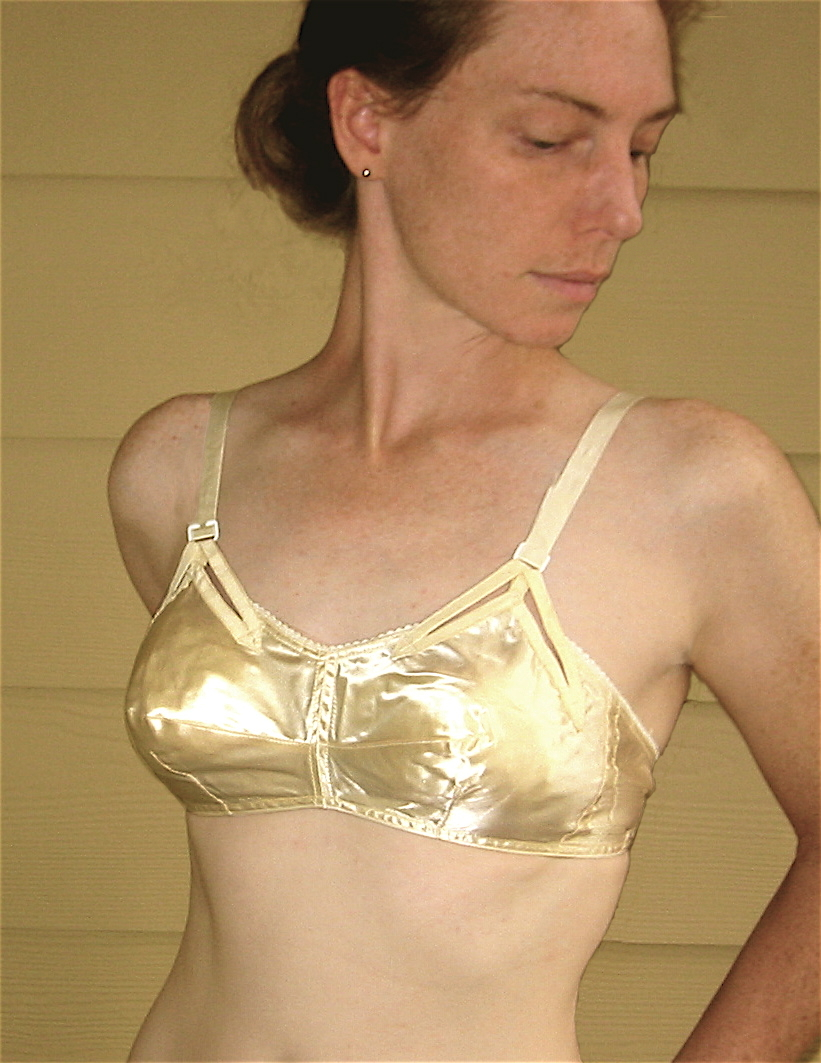
La modelo usa una versión poco frecuente de los años cincuenta del diseño original del Wonder-Bra.

Antes del estallido de la Segunda Guerra Mundial, los materiales elásticos eran racionados y prácticamente inaccesibles para la vestimenta. Israel (Hi) Pilot diseño una copa mejorada con una tira diagonal, añadida al tirante. Esta innovación al diseño existente de sostenes otorgó más comodidad y libertad de movimiento para la usuaria. También acuñó el nombre "Wonder-Bra" en 1935.
La patente 2235413, otorgada a Israel Pilot en 1941, permitió mayor elasticidad en el tirante, cortando la tela para que el tejido pudiera estirarse al máximo (cortando en el "bies").

## Historia
En 1939, Moe Nadler fundó la Canadian Lady Corset Company. Nadler creó un pequeño taller de costura en el corazón de Montreal para hacer un sostén bien ajustado y de buena calidad a un precio medio (de $1.00 a $1.50 al detalle). Como parte de este esfuerzo viajó a Nueva York, se reunió con Israel Pilot y consiguió la licencia de la marca Wonder-Bra y la patente del corte diagonal. En Canadá, la marca perdió el guion y se convirtió en "WonderBra", y "Wonderbra" en la reintroducción a los Estados Unidos.
Durante los años de la guerra, los fabricantes de ropa estaban sujetos a cuotas en materiales. Los elásticos no estaban disponibles, afectando la comodidad y el diseño de la ropa interior femenina. El corte diagonal ofrecía un sostén mejor ajustado sin elásticos y se volvió una ventaja competitiva.
De 1939 a 1955, Canadian Lady comercializó varias líneas de ropa íntima incluyendo faja, bragas, enaguas, trajes de baño y sostenes bajo la marca Wonderbra. La compañía también creó sub-marcas dirigidas a diferentes segmentos socioeconómicos y estilos de vida del mercado de consumo. En contraste, el mercado estadounidense de Wonderbra se estancó mientras la marca estuvo bajo el control de las compañías de Israel Pilot. En 1952, Canadian Lady lanzó Petal Burst anticipándose a fuertes negociaciones con d'Amour - la compañía de Israel Pilot en los Estados Unidos - sobre la expiración de la patente en 1955. Esta nueva línea, también adaptada a la nueva tendencia de la moda hacia bustos puntiagudos, inspirados por el "New Look" de Christian Dior. La línea Petal Burst by Wonderbra fue exitosa y generó el 50% de las ventas de sostenes de 1957.
Las negociaciones post-patente fueron llevadas por Moe Nadler. D'Amour no tenía apalancamiento con una patente, pero aún demandaba que Canadian Lady dejara de usar los diseños y regresara las plantillas de los patrones. Moe Nadles ignoró esta demanda y en su lugar adquirió los derechos canadienses, europeos y asiáticos de las marcas de Wonderbra. Esto le permitió a la compañía entrar a la década de 1960 con la marca intacta. Para la mitad de la década de 1960 Canadian Lady había exportado y otorgado licencias de la línea Wonderbra a Europa Occidental, Australia, Sudáfrica, Israel y las Indias Occidentales. En la década de los setenta, Canadelle adquirió el resto de los derechos internacionales para la marca y le dio la licencia a Giltex (un fabricante canadiense de pantimedias adquirida por Sara Lee en los años ochenta) para usar la marca Wonderbra en calcetería en Canadá.

### Desarrollo del sostén realzador
A finales de los cincuenta, Moe Nadles comenzó a viajar por Europa para encontrar nuevos estilos que traer al mercado canadiense. En 1960, Wonderbra introdujo sostén de encaje de realce descrito en Europa como Pigeonnant ("pecho de pichón"). En 1961 Nadler pidió a Louise Poirier que desarrollara un diseño de sostén de realce de encaje y con amplia hendidura, numerado el 1300. Canadian Lady otorgó la licencia de estos modelos, entre otros, a Gossard en 1964. Fue este diseño del Modelo Wonderbra 1300 el que se convirtió en un éxito en el Reino Unido a principios de los años noventa, una sensación europea en 1993 y después en "el Único e Irrepetible Wonderbra" que fue finalmente lanzado en los Estados Unidos en 1994.

### Producto canadiense, 1964 a 1980
A final de la década de los cincuenta y principio de los sesenta, la mayoría de las mujeres aún usaban ropa interior altamente estructuradas. Las fajas eran considerada la norma propia de las damas y representaban cerca del 40% de las ventas de la industria por volumen. La década de los sesenta también presentó retos para Canadian Lady con el feminismo, las modas y la revolución sexual. El movimiento feministra - cultivado por el pensamiento de líderes como Betty Friedan y Germaine Greer - cuestionaba las buenas costumbres que definían los roles y apariencia de las mujeres. Cambios en las tendencias de la moda, tales como las pantimedias y la aparición de la minifalda, volvió a la faja poco atractiva y obsoleta para una generación de mujeres. Mientras que la industria de ropa íntima se preocupaba por la quema de sostenes, como un precursor del descenso de las ventas de todas las prendas íntimas que tenían la función de modelar el cuerpo, las muejres se reservaban su animosidad por las fajas.
Fue a raíz de este escenario que la Canadian Lady Corset Company tuvo que tomar acciones. En 1964, Moe Nadler murió y su hijo, Larry Nadler heredó el control de la compañía. Larry Nadler era un graduado del MBA de la Harvard Business School y trajo estrategias modernas de mercadotecnia en la industria. Él ordenó una investigación de mercados para identificar los sentimientos de las mujeres sobre la ropa íntima. Las mujeres no odiaban sus sostenes, en su lugar los veían como un medio para sentirse y verse hermosas, estar a la moda y ser sexys, y atraer a los hombres. Mientras que, a veces, las mujeres no usaban sostén, lo hacían más por una decisión basada en la moda que por una declaración política. La administración de Canadian lady sabía que las fajas eran obsoletas, diversificándose hacia otros productos y ofreciéndolos al mercado, Canadian lady buscaba una participación en el mercado de los sostenes.
Posteriormente, Larry Nadler identificó una bifurcación del mercado basada en la edad. Las mujeres más jóvenes (entre 15 y 20 años) consideraban sus sostenes como una mejora en su sexualidad pero no estaban interesadas en ropa interior muy estructurada. Nadler aprendió que las mujeres querían "menos sostén" pero no "no sostén". En 1974, introdujeron una nueva línea de sujetadores para adolescentes llamada Dici (by Wonderbra) e inventaron nuevas tecnologías para modelar la copa. Estos sujetadores no tenían costuras y tenían diseños simples con menos soporte que el típico sostén de la época. La compañía diseñó un empaque especial en forma de dado (con agujeros).

### Desarrollo de marca
En 1966, Canadian Lady hizo varios cambios importantes en su estrategia de publicidad. Se introdujeron anuncios televisivos y se cambió el énfasis del producto a la marca. Los anuncios intentaban generar en el consumidor la noción de una sola marca: Wonderbra. La investigación de mercados mostró que las mujeres no querían que las fajas se anunciaran por televisión - las fajas eran consideradas como una armadura contra el sexo, mientras el sostén proveía un medio de atracción.
En lugar de ser ocultos "inmencionables", los Wonderbras se volvieron íconos más visibles del atractivo sexual femenino. La compañía también solía definir el precio para promover a Wonderbra como un producto de lujo con el precio más alto para cualquiera marca en el mercado masivo. Esta estrategia también proveyó grandes beneficios en una industria altamente competitiva. El objetivo era que las mujeres vieran a sus Wonderbras como una prenda cosmética -un potenciador de la belleza- más que funcional. Playtex, la marca líder del momento, promovía la facilidad en el cuidado y durabilidad de sus fajas y sostenes.
Comenzando en 1967, la publicidad se centraba exclusivamente en los sostenes de marca Wonderbra. En 1968, Nadler contrató a Goodis Advertising para desarrollar una nueva campaña. Los anuncios de Wonderbra estaban basados en atractivos de la moda y emocionales. En diversos anuncios el hombre aparecía como fotógrafo de moda (en una sesión de moda) o un encargador de compras (en un desfile de modas). La historia sugería una atracción o romance naciente entre el hombre y la mujer. La voz en off y el jingle presentaban una voz de hombre y el comercial mostraba el torso de una mujer desnuda excepto por un sostén. Todos los demás anuncios televisivos antes de esta era mostraban sujetadores en un maniquí para promover las características funcionales del producto. Cada anuncio de Wonderbra contenía versiones del tema musical, "We care about the shape you're in. Wonderful, wonderful, Wonderbra" ("Nos importa la forma en la que estás, Maravilloso, maravilloso, Wonderbra" en inglés). En 1979 la campaña de televisión incluyó un comercial dirigido por Richard Avedon que ganó un premio de Plata para anuncios de televisión mostrados en Canadá.
Los anuncios de televisión para Dici by Wonderbra comenzaron en 1974. La marca estaba posicionada con las mujeres jóvenes como una alternativa más natural a los altamente estructurados sostenes que usaban sus madres. Los anuncios animados incluían el icónico empaque en forma de dado. Un sostén salía de la caja como un ave, transformándose en una gaviota y yéndose volando. La frase reforzaba el espíritu de libertad y naturaleza: "Let it be Dici. Dici or nothing". ("Déjalo ser incierto. Dici o nada." en inglés).

### Popularidad en Canadá
De 1972 hasta 1977, la compañía dobló sus ingreso por ventas al por mayor de $12.6 millones hasta $24.9 millones. Para 1979 Canadelle dominaba con 30% del mercado canadiense y $27 millones en ventas. Playtex (posteriormente adquirida por Sara Lee) era la segunda. Para 1980, las ventas de Wonderbra eran de más de $30 millones al por mayor ($76 millones en dólares de 2006) en un país con sólo 10.3 millones de mujeres y niñas mayores de 13 años.

## Reintroducción mundial, 1991 a 1994
Alrededor de 1991, Gossard estaba vendiendo las líneas Wonderbra bajo licencias que expirarían en enero de 1994. En ese momento, la estilo se estaba vendiendo bien en el mercado del Reino Unido. Gossard planeaba renovar sus licencias y tenía la opción de hacerlo bajo el acuerdo existente. En vez de simplemente renovar su acuerdo, los ejecutivos de Gossard decidieron negociar mejores términos con Sara Lee.
Poco después de que comenzaran las negociaciones algo inesperado pasó. En 1992, el estilo del sostén se volvió un éxito y las ventas despegaron. Entre 1991 y 1993, las ventas del Reino Unido de Wonderbra se cuadruplicaron hasta los $28 millones, representando el 12.5% de los $225 millones del mercado de sostenes de marca del Reino Unido. Distintos factores pudieron haber contribuido a este boom incluyendo "un artículo en la Vogue británica sobre el retorno del sostén reforzado, una moda pasajera inspirada en Vivienne Westwood para cosetería y que Gaultier impulsó anhelando por ropa interior como exterior". Con este aumento en ventas, Sara Lee decidió no renovarle la licencia a Gossard.
En 1994 en el Reino Unido, el Wonderbra (de Sara Lee) alcanzó un alto perfil gracias su campaña subida de tono Hello Boys. El afiche más famoso de la campaña presentaba a la modelo Eva Herzigová en un Wonderbra mirando hacia sus senos con la frase "Hello Boys", ambiguamente dirigiéndose igualmente hacia sus admiradores masculinos o a sus senos. Una leyenda urbana le atribuyó una serie de accidentes automovilísticos a conductores siendo distraídos por los anuncios. El influyente afiche fue incluido en una exhibición en el Victoria and Albert Museum en Londres y fue votada en el número 10 en un concurso sobre el "Afiche del Siglo".
La División Playtex de Sara Lee fue la encargada de introducir el estilo "The Wonderbra" en los Estados Unidos. Aunque el modelo ya era manufacturado en Montreal por Canadelle, los ejecutivos de Playtex decidieron tomar un años para rediseñar el sostén para el mercado norteamericano. Programaron un lanzamiento nacional para fines de 1994 para el sostén. Durante este periodo, Gossard introdujo su Ultrabra a los americanos, con un diseño similar al modelo realzador de Wonderbra. Otros competidores, incluyendo el Miracle Bra de Victoria's Secret, hicieron lo mismo mientras Playtex actualizaba su diseño.
La introducción del Wonderbra en Estados Unidos incluyó eventos con Eva Herzigová en Times Square de Nueva York. Los anuncios fueron bajados de tono en comparación con la campaña previa del Reino Unido. Los anuncios impresos y en vallas publicitarias mostraba a modelos usando sólo el Wonderbra. En la parte inferior había lemas tales como "who cares if it's a bad hair day" ("a quién le importa si es un mal día de cabello" en inglés) y "look me in the eyes and tell me that you love me" ("véme a los ojos y dije que me amas"). La campaña de $25 millones trabajó en conjunto con el continuo interés de los medios en el sostén. Aunque Playtex promovió la autenticidad de su "One and Only Wonderbra" ("Único e Irrepetible Wonderbra" en inglés), la rápida introducción y productos competitivos singnificó que el mercado americano total se benefició de un incremento de 43% en las ventas de sostenes realzadores para el final de 1994.
Posterior a la reintroducción de 1994, El Wonderbra americano se había expandido desde el único diseño realzador a toda una línea de lencería. La marca aún es popular alrededor del mundo como un producto y como parte del vocabulario cultural.

## Desarrollos recientes
En el 2006, Sara Lee vendió sus marcas de ropa íntima. La marca Wonderbra es propiedad de Canadelle Limited Partnership de Canadá, que es una subsidiaria en propiedad absoluta de HanesBrands Inc. HanesBrands Inc. tiene la licencia para vender y distribuir vestimentas bajo la marca Wonderbra en todos los países excepto los Estados miembros de la Unión Europea, varios otros países europeos y Sudáfrica; en estos mercados una afiliada de Sun Capital Partners tiene la licencia bajo el grupo Dim Branded Apparel que tiene sus oficinas centrales en París.
El 3 de enero de 2007, la Canadian Broadcasting Corporation (CBC-TV) transmitió los resultados de su encuestra por internet, en la que los canadienses ubicaron al Wonderbra como el 5º mejor invento de un total de 50 invenciones canadienses (detrás de la insulina, la lámpara incandescente y el teléfono, pero antes que el marcapasos).
En una encuesta de marzo de 2008 aplicada a 3,000 mujeres del Reino Unido, el Wonderbra fue nombrada como el más grande invento de la moda en la historia. De acuerdo a un artículo, las participantes de manera casi unánime le otorgaron a los sostenes realzadores la posición número uno.
En mayo de 2009, WonderBra Canada celebró el 70.º aniversario de la introducción de la marca en Canadá.